# 提格·諾塔羅
瑪蒂爾德·「提格」·歐卡拉漢·諾塔羅（英語：Mathilde "Tig" O'Callaghan Notaro，1971年3月24日—），美國女演員、獨角喜劇演員、作家、製片人和廣播撰稿人，以冷面笑匠風格聞名。她的喜劇專輯《現場直播》於2014年入圍第56届格莱美奖最佳喜劇專輯。之後於2016年憑藉喜劇特別節目《提格·諾塔羅：移魂假小子》入圍第68屆黃金時段艾美獎綜藝特別節目最佳編劇。《移魂假小子》又於2017年入圍第59届格莱美奖最佳喜劇專輯。

## 個人生活
諾塔羅在2013年電影《某個世界》片場結識演員史蒂芬妮·艾琳。兩人於2015年1月1日訂婚，2015年10月24日結婚。兩人於2016年獲得透過艾琳的卵代孕而成的雙胞胎兒子。
諾塔羅表示自己是名狂熱音樂迷，會彈吉他和鼓，年輕時就加入樂團。「提格」（Tig）是她哥哥兩歲時給她的童年暱稱。

### 癌症
諾塔羅於2012年7月30日被診斷出乳腺癌。8月3日，她在洛杉磯拉哥的現場表演中談到了癌症診斷和其他私人困難。這段被描述為「立即帶有傳奇色彩」，許多喜劇演員稱讚她的演出。
她為此接受一次乳房切除术，且沒有進行重建手術。諾塔羅選擇退出化學療法，但決定繼續進行激素阻斷治療。2014年在費城的一場演出後，諾塔羅住院，需要手術治療囊腫。 
2017年，諾塔羅採用了純素飲食，歸因於消除了癌症診斷後幾年來遭受的慢性疼痛。

## 書籍
- . Ecco Press（英语：Ecco Press）. 2016. ISBN 978-0062266637.（幽默／回憶錄）

## 外部連結
- 官方网站
- Professor Blastoff podcast （页面存档备份，存于）
- 提格·諾塔羅的Facebook專頁
- 提格·諾塔羅在互联网电影资料库（IMDb）上的資料（英文）
- 提格·諾塔羅在豆瓣上的资料（简体中文）